# Svenska mästerskapet i handboll för herrar 1932/1933
Svenska mästerskapet i handboll 1932/1933 vanns av Redbergslids IK.

## Deltagande lag
Till semifinalerna kvalificerade man sig i fyra geografiska grupper:
| Norra Sverige | Norra Sverige | Norra Sverige |
| ------------- | ------------- | ------------- |
| Lag 1         | Resultat      | Lag 2         |
| Sollefteå GIF | 15–10         | Bodens BK     |
| IFK Östersund | 15–12         | Bodens BK     |
| Sollefteå GIF | 8–8           | IFK Östersund |

Vinnare: Sollefteå GIF
| Östra Sverige         | Östra Sverige | Östra Sverige   |
| --------------------- | ------------- | --------------- |
| Lag 1                 | Resultat      | Lag 2           |
| I 10Strängnäs         | 20–8          | Västerås IK     |
| IFK Örebro            | 18–2          | Norrköpings AIS |
| Flottans IF Stockholm | 18–9          | IFK Örebro      |

Vinnare: Flottans IF Stockholm
| Västra Sverige  | Västra Sverige | Västra Sverige |
| --------------- | -------------- | -------------- |
| Lag 1           | Resultat       | Lag 2          |
| IFK Uddevalla   | 11–9           | IS Halmia      |
| Redbergslids IK | 20–11          | IFK Skövde     |
| Redbergslids IK | 34–2           | IFK Uddevalla  |

Vinnare: Redbergslids IK
| Södra Sverige          | Södra Sverige | Södra Sverige    |
| ---------------------- | ------------- | ---------------- |
| Lag 1                  | Resultat      | Lag 2            |
| Flottans IF Karlskrona | 31–12         | IFK Kristianstad |
| Flottans IF Karlskrona | 15–6          | GoIF Fram        |

Vinnare: Flottans IF Karlskrona

## Semifinaler
- Flottans IF Stockholm - Sollefteå GIF 15-9
- Redbergslids IK - Flottans IF Karlskrona 12-11

## Final
- Redbergslids IK - Flottans IF Stockholm 15-11

Finalen spelades den 25 mars i Gamla Mässhallen i Göteborg. 1 422 åskådare var på plats.

### Mästarlaget
K.G Andersson, "Daggy" Karlsson, Bengt Åberg, Torsten Andersson, Ingvald Carlsson, Tage Sjöberg, Sven Rydell, Sven Åblad, Arne Kinell.